# Православна капела Светог Јована Богослова у Горажду
Капела Светог Јована Богослова је храм митрополије дабробосанске који се налази у граду Горажду. Капела припада горажданској црквеној општини. Чије је сједиште у Новом Горажду при храму Светог Георгија. Налази се у ужем градском језгру Горажда, у улици Меха Дрљевића.

## Опште информације
Капела која је подигнута у славу Светог Јована Богослова је једини православни црквени објекат на територији данашњег Града Горажда. Капела припада Црквеној општини Горажде, а опслужују је свештенство Храма Светог Георгија из Новог Горажда, које административно припада Републици Српској.
Капела Светог Јована Богослова подигнута је за вријеме службовања протојереја Лазара Косорића. Изградили су је 1929.године руски емигранти.Капела је претвоерена у биоскоп 1946.године.
Нови парохијски дом и капела Светог Јована Богослова изграђени су 1975.године на мјесту старог парохијског дома који је порушен 1973.године.
Током Одбрамбено-отасбинског рата је у потпуности девастирана, а обновљена је током 2006. године. Поред капела, постојао је и парохијски дом који је такође срушен током ратних дешавања.
У овом православном храму редовно се врше богослужења за потребе малобројне српске православне заједнице у Горажду. Заштитника капеле Свегог Јована Богослова, Српска православна црква прославља 9. октобра, када се окупи већи број Гораждана како би се обиљежила слава храма.
Током 2023. године, испред порте Храма Светог Јована Богослова у Горажду први пут послије рата наложени су бадњаци уочи Божића, у присуству великог броја вјерника.